# いのちの響
いのちの響（いのちのひびき）は、TBSで1995年10月8日から2007年9月30日まで放送された人物ドキュメンタリー番組。

## 放送概要
放送開始当初から『いのちの響 生命交響曲』のタイトルで長年にわたり放送され、後に現在のタイトルになった。様々な分野で活躍する著名人の「いきていることの素晴らしさ」をテーマとした人物像を描く。
著名な文化人の中ではこの番組で取り扱われる事により、一流のアーティスト、一流文化人として評される事が多い。第一製薬（現・第一三共）一社提供の番組。

## 放送時間
いずれもTBSでの放送時間。
- 1995年10月8日 - 2000年4月9日：日曜18:54 - 19:00（JST）
  - 『JNN報道特集』を6分縮小する事で開始。
- 2000年4月16日 - 2002年3月31日：日曜18:24 - 18:30（JST）
  - 18:30に『ニッセイワールドドキュメント 未来の瞳』を設置するため、『報道特集』と共に30分繰り上げ。
- 2002年4月7日 - 2007年9月30日：日曜22:54 - 23:00（JST）
  - 『報道特集』が再び6分拡大したため移動。

日曜18時台時代は改編期特番や年末年始特番、日曜22:54時代は『日曜劇場』拡大版などによって、時間が移動する事がある。

## これまでの出演者

### 1995年放送 1～12回
- 河合隼雄 臨床心理学者、国際日本研究センター長
- ジャック・マイヨール 元素潜り世界記録保持者(105m)
- 福井謙一 基礎科学研究所長、ノーベル化学賞受賞（1981年）
- 藤井フミヤ ミュージシャン
- 加藤シヅエ 元衆・参議院議員
- 稲盛和夫 京都商工会議所会頭

- スーザン・オズボーン 歌手
- 佐治晴夫 物理学者、玉川学園学術教育研究所教授
- ダフニー・シェルドリック 動物保護活動家
- アンドルー・ワイル 医学博士、アリゾナ大学医学部教授
- 宮本亜門 演出家
- 三國連太郎 俳優

### 1996年放送 13～63回
- 梅原猛 哲学者
- 岡田康博 考古学者、青森県三内丸山遺跡対策室
- 大宅映子 ジャーナリスト
- 中村桂子 生命学者、生命誌研究館副館長
- 星野道夫 写真家
- 多田富雄 免疫遺伝学者、東京理科大学生命科学研究所所長
- 平尾誠二 神戸製鋼ラグビー部
- 梶田真章 京都 法然院貫主
- 高橋英一 懐石料理「瓢亭」主人
- 水野弥一 京都大アメリカンフットボール部監督
- 平林久 電波天文学者、宇宙科学研究所教授
- 早見優 歌手、女優
- 安孫子素雄 漫画家、藤子不二雄(A)
- 山口小夜子 ファッションモデル
- 藤原真理 チェロ奏者
- 本川達雄 動物生理学者、東京工業大学理学部教授
- ワダエミ 衣装デザイナー
- 竹下景子 女優
- 岸恵子 女優
- 下村満子 ジャーナリスト
- ポール・スポング 海洋生物学者
- 十文字美信 写真家
- 上野圭一 東洋医学研究家
- 野田秀樹 劇作家、演出家、俳優
- 星川淳 作家、いしだ壱成の伯父

- 野中ともよ ジャーナリスト
- 3代目桂南光 落語家
- 柴眞理子 舞踊学、神戸大学発達科学部教授
- グラハム・ハンコック 作家、ジャーナリスト
- 小山修三 文化人類学者、国立民族学博物館教授
- マイヤ・プリセツカヤ バレリーナ
- 日下田紀三 屋久杉自然館館長
- 西垣通 東京大学社会科学研究所教授
- フランソワーズ・モレシャン ライフコーディネーター
- 古澤巌 バイオリニスト
- 原田真二 ミュージシャン
- 毛綱毅曠 建築家
- 大倉正之助 能楽師
- ヴァージニア・マッケンナ ボーンフリー財団設立者、女優
- つのだたかし リュート奏者
- 唐十郎 劇作家、演出家、俳優
- ボリス・エイフマン バレエ演出家、レニングラード・バレエ・シアター芸術監督
- 高城剛 ハイパー・メディア・クリエーター
- 役所広司 俳優
- ブライアン・ワイルド・スミス 画家、絵本作家
- 有森裕子 マラソンランナー
- 本庶佑 分子遺伝学者、京都大学医学部教授
- 塩野米松 作家
- 飯田深雪 料理研究家、アートフラワー作家
- 秋元勇巳 三菱マテリアル（株）取締役社長
- 照屋林賢 ミュージシャン

### 1997年放送 64～115回
- 名嘉睦念 版画家
- 垂見健吾 写真家
- 柴田智子 ソプラノ歌手
- 榎木孝明 俳優
- 高橋延清 森林学者、東京大学名誉教授
- 崎野隆一郎 然別湖ネイチャーセンター代表
- 坂田明 サックス奏者、ミジンコ倶楽部会長
- カール・ベッカー 宗教哲学者、京都大学総合人間学部助教授
- 佐野元春 ロック・アーティスト
- 大山行男 写真家
- 篠遠喜彦 太平洋考古学者、ハワイ・ビショップ博物館
- 中里隆 陶芸家
- ジョーン・オーシャン ドルフィン・コネクション設立者
- 倉本聰 作家
- 萱野茂 アイヌ二風谷資料館館長
- ジョニー・ハイマス 写真家
- 大橋力 ATR感性脳機能研究室長
- 田原総一朗 評論家
- ジョージ・ダイソン カヤックビルダー
- 水口哲也 ゲーム・プロデューサー、（株）セガ・エンタープライゼス
- 今森光彦 写真家
- 小野日佐子 肖像画家
- ダニエル・コビアルカ ヴァイオリニスト
- 高野進 東海大学体育学部講師
- 黒田征太郎 画家
- EPO 歌手

- 葉祥明 絵本作家
- 藤本義一 作家
- 東ちづる 女優
- 松井孝典 地球物理学者、東京大学理学部助教授
- 田村亮子 女子柔道全日本選手
- 谷村志穂 作家
- 関口宏 司会者、俳優
- 栗田宏一 美術家
- 菊竹清文 情報彫刻家
- 小室等 音楽家
- 落合恵子 作家、クレヨンハウス主宰
- 渋谷正信 プロダイバー
- 今泉清 ラグビー日本代表選手
- ライアル・ワトソン 生命科学者
- 田部井淳子 登山家
- 辰巳芳子 料理研究家
- 高泉淳子 役者、劇作家
- 河瀬直美 映画監督
- 坂本直昭 紙作家
- 新宮晋 造形作家
- 姜建華 二胡奏者
- 木内鶴彦 彗星捜索家
- ジョージ川口 ジャズドラマー
- 片山右京 レーシングドライバー
- 松本零士 漫画家
- 妹尾河童 舞台美術家・エッセイスト

### 1998年放送 116～168回
- 川瀬敏郎 花人
- 澤村藤十郎 歌舞伎役者
- もんたよしのり ミュージシャン
- 大西順子 ジャズピアニスト
- 久住章 左官職人
- 内田正洋 シーカヤッカー
- 谷口江里也 表現史家・詩人
- 神田裕 FMわいわい代表、カトリック鷹取教会司祭
- 竹村真一 文化人類学者、東北芸術工科大学助教授
- ヤドランカ ミュージシャン
- 戸井十月 作家
- 赤祖父俊一 地球物理学者、アラスカ大学地球物理研究所長
- 高橋永順 フラワーアーティスト
- 星野知子 女優
- 高田喜佐 シューズデザイナー
- C.W.ニコル 作家
- シュテファン・フライ パウル・クレー財団キュレーター
- 塚本こなみ 樹木医
- 山田一平 ダンサー
- ナイノア・トンプソン ポリネシア航海協会
- 中嶋朋子 女優
- 山本容子 版画家
- 北村光世 ハーブ研究家
- サンディー アーティスト
- 斉藤真由美 プロバレーボール選手
- 大沢たかお 俳優

- 水木しげる 漫画家、妖怪研究家
- 野村萬斎 狂言師
- 鮫島有美子 声楽家
- 広川泰士 写真家
- 堀文子 日本画家
- 越智義朗 パーカッショニスト、作曲家
- 千葉すず 水泳インストラクター、元五輪代表選手
- ミヤコ蝶々 女優
- スクリーミング・マッド・ジョージ 特殊メークアップ・アーティスト
- 福森雅武 陶工
- 中村佐恵美 女優
- 毛利衛 宇宙飛行士
- 川原亜矢子 ファッションモデル
- イザベール・ディー ナチュラリスト
- 爆笑問題 コメディアン
- 毛利臣男 衣装・空間デザイナー
- 中垣内祐一 バレーボール全日本選手
- たむらしげる 絵本作家、映像作家
- 森中玲子 グライダー・パイロット
- 土取利行 打楽器奏者
- 大八木淳史 日本ラグビー協会普及育成委員
- ユリー・ノルシュテイン ロシアの映像詩人
- 大江匡 建築家
- 赤瀬川原平 画家、作家、路上観察学会会員
- 長田弘 詩人
- 松井秀喜 プロ野球選手、読売ジャイアンツ

### 1999年放送 168～218回
- 冨田多喜雄 元国際線機長
- 片岡鶴太郎 タレント、俳優、画家
- 佐藤雅彦 映画監督
- 谷川真理 マラソンランナー
- ロベルト・オテロ フォト・ドキュメンタリスト
- 新藤兼人 映画監督
- 佐藤勝彦 画家
- 小池百合子 衆議院議員
- 芹沢高志 環境デザイナー、P3代表
- 海部宣男 国立天文台教授、ハワイ観測所所長
- ケリー・チャン 歌手、女優
- イッセー尾形 俳優
- 間寛平 喜劇人
- 木の実ナナ 女優
- 是枝裕和 テレビディレクター、映画監督
- ジャンルイ・デュマ・エルメス パリ・エルメス社社長
- 橋爪功 俳優
- いとうせいこう 作家、クリエイター
- 佐野藤右衛門 桜守
- 熊川哲也 バレエダンサー
- 東儀秀樹 雅楽師
- 伊達公子 元プロテニスプレーヤー（現在は現役）
- 加藤登紀子 歌手
- 紺野美沙子 女優
- 前登志夫 歌人

- 水上勉 作家
- 日比野克彦 アーティスト、東京芸術大学助教授
- 天海祐希 女優
- ハパ ハワイアンミュージシャン
- 忌野清志郎 バンドマン
- 白石鉱次郎 ヨットマン
- 曽野綾子 作家
- 江崎玲於奈 物理学者、ノーベル物理学賞受賞
- 浅井愼平 写真家
- 黛まどか 俳人
- 大橋歩 イラストレーター
- 上村花保吏 染色家
- 並木敏成 プロ釣り師
- 中坊公平 弁護士
- 武豊 騎手
- 尾久土正己 みさと天文台長
- 竹中直人 俳優、映画監督
- 緒形拳 俳優
- 蜷川幸雄 演出家
- 室井滋 女優
- 高嶋ちさ子 バイオリニスト
- メイ牛山 美容家
- 増井光子 獣医学博士、よこはま動物園ズーラシア園長
- 法華三郎信次 刀匠
- 大島渚 映画監督
- 鈴木和郎 一の蔵会長

### 2000年放送 219～268回
- 辻仁成 映画監督、ミュージシャン
- 大森一樹 映画監督
- 鶴田真由 女優
- 野上照代 スクリプター
- 安藤忠雄 建築家
- 五木寛之 作家
- 小山内美江子 脚本家、JHP・学校を作る会代表
- 藤田紘一郎 寄生虫学者、東京医科歯科大学教授
- 村治佳織 ギタリスト
- 灰谷健次郎 作家
- フジ子・ヘミング ピアニスト
- 假屋崎省吾 華道家
- 和泉淳子 狂言師
- スティーブン・セガール 俳優
- 野田英樹 レーシングドライバー
- 財前直見 女優
- 戸田奈津子 字幕翻訳家
- 太田房江 大阪府知事
- チャン・イーモウ 映画監督
- ピーター・フランクル 数学者
- 笑福亭仁鶴 落語家
- 玉置浩二 ミュージシャン
- 乙武洋匡 スポーツライター、キャスター
- 桂米朝 落語家
- 和央ようか 宝塚宙組トップスター

- 森進一 歌手
- 野村忠宏 シドニー五輪柔道日本代表
- 沢田研二 歌手、俳優
- 市川右近 歌舞伎俳優
- 飛鳥童 絵本作家
- 野村玲子 女優
- 島倉千代子 歌手
- 野坂昭如 作家
- 天野安喜子 花火師
- 坂田栄男 囲碁 棋士
- 檀ふみ 女優
- 古瀬陽子 タンゴダンサー
- 野口真里 空間アーティスト
- 浜田太 写真家
- 高田賢三 デザイナー
- S.E.N.S. ミュージシャン
- ロン・カーター ジャズベーシスト
- 辻村寿三郎 人形師
- ロック岩崎 アクロバットパイロット
- 宇津木麗華 ソフトボール選手
- 小泉武夫 東京農業大学教授
- 上野良治 横浜F.マリノス
- 仲代達矢 俳優
- ウー・ウェン 料理研究家
- 久保田利伸 ミュージシャン

### 2001年放送 269～319回
- 土井隆雄 宇宙飛行士
- 綾戸智絵 ジャズシンガー
- 水谷八重子 女優
- 伊藤みどり プロスケーター
- DJ KRUSH サウンドクリエーター
- 瀬戸内寂聴 作家
- 川畠成道 ヴァイオリニスト
- 沼澤尚 ドラマー
- 益子直美 スポーツキャスター
- 崎元譲 ハーモニカ奏者
- ヒロ杉山 イラストレーター
- 南果歩 女優
- 劉宏軍 天平楽府音楽監督
- 森山良子 歌手
- 原田雅彦 スキージャンパー
- ヴィム・ヴェンダース 映画監督
- 堂本暁子 千葉県知事
- 浅利慶太 演出家
- 石川さゆり 歌手
- 井原正巳 浦和レッズ
- 久本雅美 WAHAHA本舗
- 今村ねずみ ザ・コンボイ主宰
- 羽生善治 将棋棋士
- ライカ 女子プロボクサー
- レスリー・チャン 俳優

- 市村正親 俳優
- チュウ・シュイ 俳優
- 畑山隆則 プロボクサー
- 安部譲二 作家
- 旭鷲山 大相撲力士
- Klein&Dytham 建築家
- 奈良美智 現代美術家
- 田辺聖子 作家
- 桐野夏生 作家
- みなみらんぼう シンガーソングライター
- 鈴木重子 ヴォーカリスト
- 岩井俊二 映像作家
- 高橋惠子 女優
- 久石譲 音楽家
- 京極夏彦 作家
- 黒木靖夫 デザインコーディネーター
- 林英哲 太鼓奏者
- 舞の海秀平 タレント・元小結
- 釈由美子 女優
- 福島菊次郎 報道写真家
- ダチョウ倶楽部 コメディアン
- 大地真央 女優
- 荒木汰久治 ライフセーバー
- 三枝成彰 作曲家
- ダークダックス コーラスグループ

### 2002年放送 320～370回
- レイ・チャールズ ミュージシャン
- 高橋邦弘 蕎麦打ち
- 婁正綱 書画家
- ジュリー・アンドリュース 女優
- 福地坦 薬学博士、広島国際大学教授
- 別所哲也 俳優
- 岡林信康 ミュージシャン
- 篠原勝之 ゲージツ家
- 加島祥造 詩人、墨彩画家
- 市川猿翁 歌舞伎俳優
- 松井久子 映画監督
- 原田美枝子 女優
- ビバリー・ドノフリオ 作家
- 吉行和子 女優
- 香川照之 俳優
- 石野卓球 ミュージシャン
- 原田慎次 シェフ
- 風間杜夫 俳優
- 高島礼子 女優
- 黒木瞳 女優
- 長塚京三 俳優
- 武田鉄矢 歌手・俳優
- 中村玉緒 女優
- ケリー・ヨスト ピアニスト
- ボブ・タルボット 海洋写真家

- 黒澤和子 衣装デザイナー
- 岩本輝雄 ベガルタ仙台
- 財津和夫 ミュージシャン
- 渡部篤郎 俳優
- 藤田まこと 俳優
- 佐野浅夫 俳優
- 大畑大介 ラグビー日本代表
- パウロ・コエーリョ 小説家
- シャーロット・ランプリング 女優
- 中上紀 作家
- 市川團十郎 歌舞伎俳優
- 小山義秀 北穂高小屋オーナー
- BABY-M 歌手
- 松居慶子 ピアニスト、作曲家
- 藤原竜也 俳優
- 辻井伸行 ピアニスト
- 掛布雅之 プロ野球解説者
- 夢枕獏 作家
- 佐藤成史 フィッシングジャーナリスト
- oasis ミュージシャン
- 呉汝俊 京胡演奏家、京劇俳優
- 吉田秀彦 プロ柔道家
- ジャンヌ・モロー 女優
- 小柴昌俊 物理学者、東京大学名誉教授
- 広末涼子 女優
- ジミー大西 絵描き

### 2003年放送 371～418回
- 中本賢 俳優
- 小林幸子 歌手
- 塩田明彦 映画監督
- 山本かの子 パッチワークアーティスト
- 藤原忠彦 信州川上犬保存会会長
- 日野原重明 聖路加国際病院理事長
- 保坂知寿 劇団四季
- 姫神 シンセサイザー奏者・作曲家
- 鈴木杏 女優
- 三浦知良 ヴィッセル神戸（放送当時、現横浜FC）
- 道場六三郎 料理家
- ごあきうえ デザイナー
- ジャック・ペラン 映画監督
- 上村愛子 モーグル日本代表
- 増浦行仁 写真家
- Gackt ミュージシャン
- 藤波源信 阿闍梨
- 千住真理子 ヴァイオリニスト
- ヒロ・ヤマガタ アーティスト
- hyde ミュージシャン
- 塚本晋也 映画監督
- 松田直樹 横浜F.マリノス
- 赤井英和 俳優
- 小池栄子 女優

- 池田茂 北海道和種馬保存協会
- 平良とみ 女優
- 氷川きよし 歌手
- カテリーナ・マヌーキアン ヴァイオリニスト
- 茂山逸平 能楽師大蔵流狂言方
- 三田佳子 女優
- ジーコ サッカー日本代表監督（放送当時）
- 小雪 女優
- 末續慎吾 陸上選手（短距離）
- 照英 俳優
- 五木ひろし 歌手
- 西田敏行 俳優
- 中村征夫 写真家
- 錣山親方 大相撲年寄
- トニー・レオン 俳優
- 松岡昌宏 TOKIO
- マギー司郎 マジシャン
- 津川雅彦 俳優
- 山本一力 作家
- はな モデル・タレント
- 平原綾香 歌手
- 白石加代子 女優
- 阿部勇樹 ジェフ市原（放送当時、現浦和レッズ）
- 松井千夏 プロスカッシュ選手

### 2004年放送 419～467回
- 原田芳雄 俳優
- 賀集利樹 俳優
- 加藤敬二 劇団四季
- 神田山陽 講談師
- 田中麗奈 女優
- 夏木マリ 女優
- ヴィゴ・モーテンセン 俳優
- 哀川翔 俳優
- 成田童夢 スノーボード選手
- 椎名桔平 俳優
- 矢井田瞳 シンガーソングライター
- 山野井泰史 登山家
- 高原直泰 ハンブルガーSV
- 北澤豪 元サッカー日本代表
- 合志明倫 プロウィンドサーファー
- 佐々木明 スキーW杯レーサー
- ともさかりえ 女優
- 田邊真也 劇団四季
- 三浦雄一郎 プロスキーヤー
- 吉田兄弟 津軽三味線奏者
- ブラッド・ピット 俳優
- 香瑠鼓 振付師
- 大野一敏 東京湾の漁師
- 枡野浩一 歌人

- 山田孝之 俳優
- チェン・ミン 二胡奏者
- エマ・ワトソン 女優
- 大沢啓二 全国野球振興会理事長
- 西根登 鍛冶師
- 澤穂希 女子サッカー日本代表
- 横山剣 クレイジーケンバンド
- 緒形直人 俳優
- 松木一浩 農民
- 岸田今日子 女優
- 仲村善栄 海人
- 十朱幸代 女優
- 市原悦子 女優
- 柴田淳 シンガーソングライター
- 岡林八重子 箏曲家
- 内藤剛志 俳優
- 伊東美咲 女優
- 青山悟 現代美術家
- 松嶋啓介 フレンチ・シェフ
- トム・ハンクス 俳優
- 山本博 アーチェリー選手
- 井上健一 古時計修理職人
- 植野和子 ジャーナリスト
- 新潟ボランティアの皆さん 新潟県中越地震支援活動

### 2005年放送 468～516回
- 高川慈照 最乗院住職
- 稲垣吾郎 SMAP
- 下村由理恵 バレリーナ
- 神山清子 陶芸家
- 渡辺謙 俳優
- 谷原章介 俳優
- SoRi 韓流デュオ
- 山田いずみ 女子スキージャンパー
- 飯田茂雄 山葵職人
- 鈴木桂治 柔道家
- ニコラス・ケイジ 俳優
- 高井初恵 浅草花やしき名誉園長
- 清水泰博 金平糖職人
- 木村花代 劇団四季
- 長瀬智也 TOKIO
- 海老一染之助 太神楽曲芸師
- 岸朝子 料理記者
- 岩井俊雄 メディア・アーティスト
- 横山良一 写真家
- 舘野泉 ピアニスト
- 中野誠 かやぶき職人
- 綾瀬はるか 女優
- 吉岡秀隆 俳優
- 中田大輔 トランポリン選手

- 日高逸子 競艇選手
- 露の都 女流落語家
- レイコ・クルック 特殊メイクアップ
- リュック・ジャケ 映画監督
- 青木利勝 鮨職人
- 真田広之 俳優
- 澤野大地 棒高跳び選手
- 村上信夫 帝国ホテル料理顧問
- 小野田寛郎 小野田自然塾理事長
- 坂東元 旭川市旭山動物園副園長
- ジョニー・デップ 俳優
- 大山加奈 バレーボール選手
- 原田弘道 ムツ掛け師
- ダニエル・カール 山形弁研究家
- ミムラ 女優
- 蛭子能収 漫画家
- 妻夫木聡 俳優
- 北村大沢楽隊 農民バンド
- 岡本依子 テコンドー選手
- ボビー・バレンタイン 千葉ロッテマリーンズ
- 金聖響 指揮者
- 上原ひろみ ジャズピアニスト
- 岡野雅行 岡野工業代表社員
- 分山貴美子 口笛奏者
- 吉田一司 北海道広尾町郵便局長

### 2006年放送 517～569回
- 松たか子 女優
- チーム青森 カーリング女子日本代表
- 八千草薫 女優
- 村上龍男 鶴岡市加茂水族館長
- 功刀芳康 功刀養鱒場
- 小竹妙子 下宿屋のお母さん
- 石澤秀樹 蜜柑問屋
- 織田裕二 俳優
- 押尾コータロー アコースティックギタリスト
- 伊達泰宗 伊達家18代当主
- パトリック・ハーラン お笑い芸人
- 柳生博 日本野鳥の会 会長
- 黒木メイサ 女優
- 高井治 劇団四季
- マジカルTOM 大道芸人
- 橘蓮二 写真家
- 戸田直弘 琵琶湖漁師
- 大地康雄 俳優
- 安保ゆきの 助産師
- 樋口可南子 女優
- リュック・ベッソン 映画監督
- 清宮克幸 サントリーラグビー部監督
- 加地亮 サッカー日本代表
- 佐藤隆 山岳ガイド
- 宮下瞳 騎手
- ジョン・ラセター 映画監督

- 伊藤華英 水泳選手
- 澤村正 手漉き和紙職人
- 奥田香苗 鴨川シーワールド・シャチのトレーナー
- 坂田淳二 プロアイスホッケー選手
- 杉田和雄 保育園士
- 齋藤孝夫 少年相撲錬成舘長
- 上妻宏光 津軽三味線奏者
- ユースケ・サンタマリア 俳優
- 山下洋輔 ジャズ・ピアニスト
- 海野和男 昆虫写真家
- 池上瑠美子 池上製麺所
- カレイナニ早川 常磐音楽舞踊学院最高顧問
- 麻生久美子 女優
- 古謝美佐子 沖縄唄者
- 向井千秋 宇宙飛行士
- 溝口肇 チェリスト
- 市原隼人 俳優
- 柳本晶一 女子バレーボール日本代表監督
- 小峯力 日本ライフセービング協会 理事長
- 金城武 俳優
- 秋山豊寛 農民・宇宙飛行士
- いわむらかずお 絵本作家
- 田村つね おでん 美奈福
- 檀れい 女優
- 荒澤弘 奥多摩民話の語り部
- 大山陽堂 大本山總持寺副監院
- 古田敦也 東京ヤクルトスワローズ選手兼監督

### 2007年放送 570～607(最終回)
- 北大路欣也 俳優
- 村瀬琴子 干し柿農園
- 柴咲コウ 女優
- 高橋智隆 ロボットクリエイター
- アンディ・ラウ 俳優
- 長利謙二 津軽鉄道 運転室長
- 藤原和博 杉並区立和田中学校長（リクルート出身）
- 依田次生 消防救助機動部隊
- 甲野善紀 武術家
- 柿沢安耶 パティシエ
- 山田香織 盆栽家
- 内野聖陽 俳優
- 養老孟司 解剖学者
- 上野樹里 女優
- 沢則行 人形劇師
- 藤原誠太 養蜂家
- 真田めぐみ 介助犬トレーナー
- 橋本隆 鯉のぼり職人
- 高橋靖子 スタイリスト
- 国分太一 TOKIO
- 梅沢由香里 囲碁棋士
- 長澤まさみ 女優
- 花岡隆 陶芸家
- 柴田亜衣 競泳選手
- 棚橋俊夫 精進料理「月心居」主人

- 沼尾みゆき 劇団四季
- 濱田めぐみ 劇団四季
- 尾上菊之助 歌舞伎役者
- 竹下佳江 バレーボール選手
- つちだきくお ミュージシャン
- 山口真名美 小笠原海洋センター
- 阿左美哲男 天然氷蔵元
- 吉川壽一 書家
- 土屋アンナ アーティスト
- 観山証見 国立天文台長
- 安田弥生 農民
- 吉田玲雄 ライター・フォトグラファー
- 中沢新一 宗教人類学者

## その他
- TBS系首都圏ローカルにて放送され、かつては毎日放送や中部日本放送でもネットされたが、途中打ち切りとなった。
- 「世界ウルルン滞在記"ルネサンス"（22:00 - 22:54）」と「情熱大陸（23:00 - 23:30）」の両ドキュメンタリー番組に挟まれたミニ番組。
- 2007年9月30日の607回をもって最終回を迎えた。

## 関連書籍
- 龍村仁編「いのちの響 生命交響曲」講談社刊行（1997年3月発売）
- 「いのちの響 こころの言葉 」徳間書店刊（2004年4月21日発売）